# Бджолине обніжжя

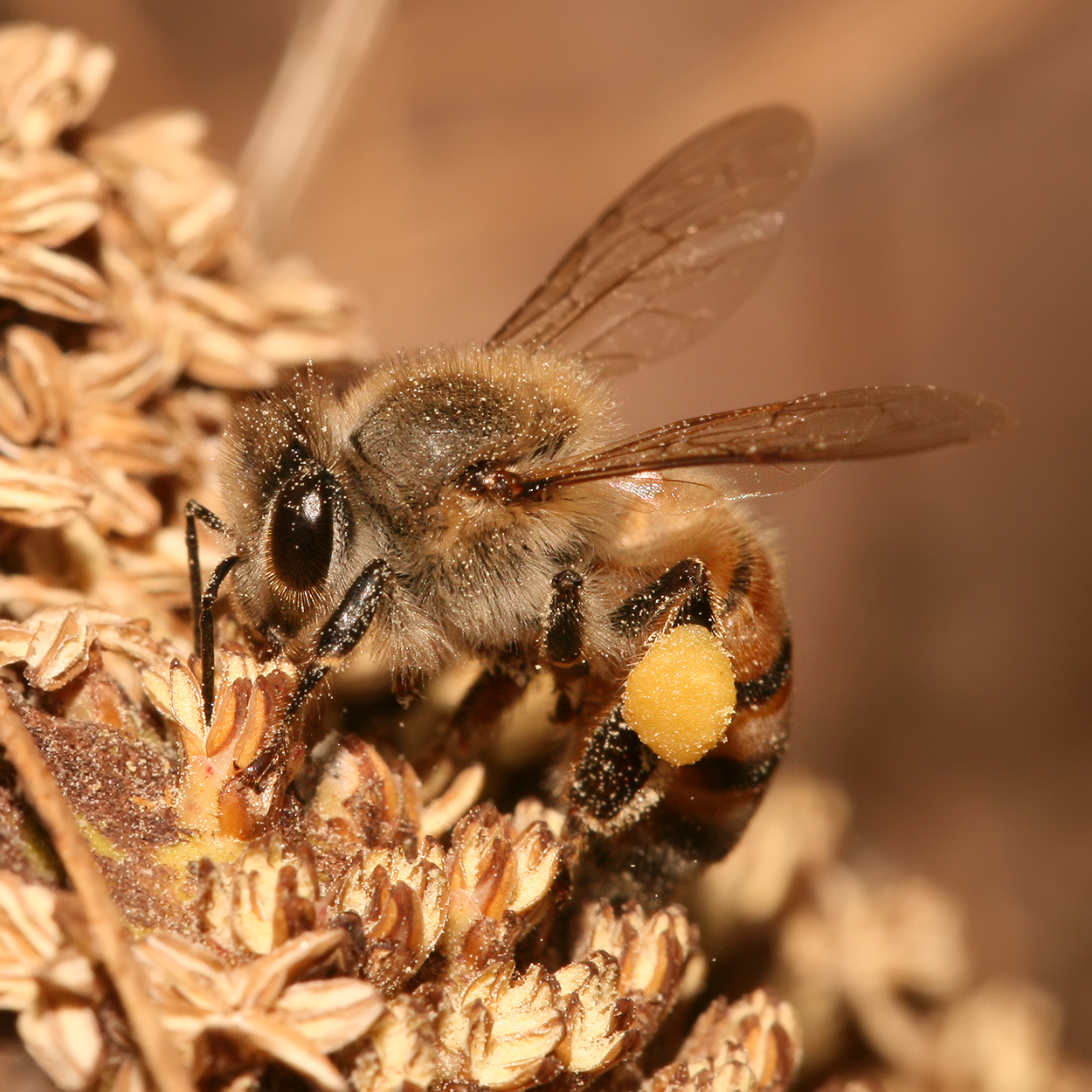
Медоносна бджола. Добре видно клубок обніжжя на задній нозі бджоли.

Бджолине обніжжя — назва  квіткового пилку, зібраного  медоносною бджолою і склеєного секретами її залоз в грудочки.
Коли бджола відвідує квітки рослин, до її тіла прилипає велика кількість зерен пилку. Щоб не розгубити пилок і для зручності його транспортування у вулик, бджола тут же на квітці або при польоті «вичісує» пилок спеціальними щіточками ніг і складає його у вигляді маленьких грудок в пилкові кошики на задній парі ніг. При цьому бджола склеює окремі зерна пилку секретом своїх слинних залоз, при цьому вносить до нього свої ферменти та знешкоджує алергени. Такий пилок називається обніжжям. Оскільки пилок дуже швидко втрачає свої властивості, бджоли його консервують і він перетворюється на пергу. 
Бджолине обніжжя утворене різнокольоровими гранулами розміром 1-3 мм. Колір залежить від  видів рослин, з яких воно було зібране бджолою. Смак пряний, варіює від солодкого до гіркого. Запах — квітково-медовий.
Бджолине обніжжя — це другий за обсягом споживання і перший за значимістю продукт харчування бджолиної сім'ї.